# Punta Lermanda
Punta Hildegard ist eine Landspitze an der Nordküste der Kopaitic-Insel in der Gruppe der Duroch-Inseln nordwestlich der Antarktischen Halbinsel. Sie liegt zwischen dem Punta Lillo und dem Punta Hildegard im Covadonga Harbor.
Wissenschaftler der 2. Chilenischen Antarktisexpedition (1947–1948) benannten sie nach Víctor Lermanda Celis, der bei dieser Forschungsfahrt als Chirurg an Bord der Covadonga tätig war.